# Histoire de la langue néerlandaise
Le néerlandais contemporain est une langue germanique occidentale continentale, héritier direct du bas-francique occidental ou proto-vieux-néerlandais, langue des francs saliens (6e au 8e siècle). La loi salique, rédigée en latin, comporte la phrase la plus ancienne de la langue néerlandaise: Maltho thi afrio lito [Je te dis, serf : je te donne ta liberté].

## Origines
A l'instar de la plupart des langues européennes, le néerlandais descend du proto-indo-européen (3000 av.Chr.). Il partage avec les autres langues germaniques un ancêtre plus récent, appelé proto-germanique (1000 av.Chr.).

## Moyen Âge
À partir du IIIe siècle, les francs colonisent le nord-ouest de l'Europe continentale, portant avec eux la langue francique. 
Au sud, cette dernière est absorbée par le latin. Mais plus au nord, le bas-francique perdure et évolue vers le vieux néerlandais (à partir du VIIe siècle).
Au 12e siècle, il évolue vers ce qu'on appelle le moyen néerlandais, un  ensemble de parlers bas-franciques, parlés jusqu'au XVIe siècle.

## Des parlers régionaux à la langue néerlandaise
À partir du XVIe siècle, un processus de standardisation noue la mosaïque des parlers régionaux bas-franciques, principalement le hollandais, le brabançon et le flamand, en une même langue nationale: le néerlandais.
L’afrikaans est dérivée du néerlandais à partir du XVIIe siècle, et parlée aujourd'hui en Afrique du Sud et au Namibie. Il conserve beaucoup d'archaïsmes et simplifie la grammaire.
Le néerlandais est aujourd'hui enseigné dans la plupart des pays européens et dans plusieurs pays en dehors de l'Europe (Etats-Unis, Canada, Australie, Nouvelle-Zélande, Indonésie, Afrique du Sud, etc.). Il est langue officielle aux Pays-Bas, aux Antilles Néerlandaises et au Surinam. En Belgique, il est la langue officielle de l'entité fédérée de la Flandre et de l'entité fédérée Bruxelles-Capitale (à côté du français). Enfin, en France le néerlandais est présent sous sa forme ouest-flamande (département du Nord).   